# Warren Haynes
Warren Haynes (Asheville, 6 de abril de 1960) é um guitarrista americano de blues e rock, vocalista, compositor, há muito tempo integrante do The Allman Brothers Band.

## Vida
é um músico, cantor e compositor americano. Ele é mais conhecido por seu trabalho como guitarrista de longa data da the Allman Brothers Band e como membro fundador da banda jam band Gov't Mule. No início de sua carreira, ele foi guitarrista de David Allan Coe e The Dickey Betts Band. Haynes também é conhecido por suas associações com os membros sobreviventes do Grateful Dead , incluindo turnês com Phil Lesh e Friends and the Dead.  Além disso, Haynes fundou e administra a Evil Teen Records.

## Discografia
Esta discografia lista os lançamentos envolvendo Warren Haynes, incluindo suas várias bandas, outros projetos e participações especiais.

### Gravações solo e Warren Haynes Band
- Tales of Ordinary Madness, 1993
- The Lone EP, 2003
- Live at Bonnaroo, 2004
- Man in Motion, 2011
- Live at the Moody Theater, 2012
- Ashes & Dust, 2015 (

### Com The Allman Brothers Band
- Seven Turns, 1990
- Shades of Two Worlds, 1991
- An Evening with the Allman Brothers Band: First Set, 1992
- Where It All Begins, 1994
- An Evening with the Allman Brothers Band: 2nd Set, 1995
- Hittin' the Note, 2003 –
- One Way Out, 2004
- Play All Night: Live at the Beacon Theatre 1992, 2014

### Com Gov't Mule
- Gov't Mule, 1995
- Live at Roseland Ballroom, 1996
- Dose, 1998
- Live... With a Little Help from Our Friends, 1999
- Life Before Insanity, 2000
- Wintertime Blues: The Benefit Concert, 2000
- The Deep End, Volume 1, 2001
- The Deep End, Volume 2, 2002
- The Deepest End, Live in Concert, 2003
- Deja Voodoo, 2004
- Mo' Voodoo (EP), 2005
- High & Mighty, 2006
- Mighty High, 2007
- Holy Haunted House, 2007
- By a Thread, 2009
- Mulennium, 2010
- Shout!, 2013
- Dark Side of the Mule, 2014
- Sco-Mule, 2015
- Stoned Side of the Mule Vol.1 & 2, 2015
- Dub Side of the Mule, 2015
- The Tel-Star Sessions, 2016
- Revolution Come...Revolution Go, 2017
- Heavy Load Blues, 2021

### Com a Dave Matthews Band
- The Central Park Concert, 2003
- Live at Piedmont Park, 2007
- Live Trax Vol. 20

### Com The Derek Trucks Band
- Out of the Madness, 1998
- Already Free, 2009

### Miscellaneous
- Elvin Bishop – The Blues Rolls On, 2008
- Black Stone Cherry – Family Tree, 2018
- Blues Traveler - Four, 1994
- Joe Bonamassa – A New Day Yesterday, 2000
- The Bottle Rockets – Blue Sky, 2003
- Garth Brooks – No Fences, 1990
- Buckwheat Zydeco – Lay Your Burden Down, 2009
- Jack Casady – Dream Factor, 2003
- David Allan Coe – Live – If That Ain't Country..., 1997
- Corrosion of Conformity – America's Volume Dealer, 2000
- Dickey Betts Band – Pattern Disruptive, 1988
- Peter Frampton – Fingerprints, 2006
- Gregg Allman Band – Just Before the Bullets Fly, 1988
- Beth Hart – 37 Days, 2007
- Kevn Kinney (de Drivin N Cryin) – The Flower & The Knife, 2000
- The Les Claypool Frog Brigade – Purple Onion, 2002
- Little Milton – Welcome to Little Milton, 1999
- Larry McCray – Delta Hurricane, 1993
- Phil Lesh and Friends – There and Back Again, 2002
- The Marcus King Band – The Marcus King Band, 2016
- The Pretty Reckless – Who You Selling For, 2016
- William Shatner – Seeking Major Tom, 2011
- Trombone Shorty – For True, 2011
- Walter Trout – We're All In This Together, 2017
- Ann Wilson – Immortal, 2018
- Blackberry Smoke – You Hear Georgia, 2021
- The Black Sorrows – "The Chosen Ones", 1988

### Compilações
- Freeway Jam: To Beck and Back, 2007 – "The Pump"
- Hempilation: Freedom Is NORML, 1995 – com Gov't Mule on "Don't Step on the Grass, Sam"; com Drivin' N Cryin' on "Too Rolling Stoned"
- Hempilation, Vol. 2: Free the Weed, 1998 – com Gov't Mule on "30 Days in the Hole"
- Hound Dog Taylor: A Tribute, 1998 – com Gov't Mule on "Gonna Send You Back to Georgia"
- Under the Influence: A Jam Band Tribute to Lynyrd Skynyrd, 2004 – com Gov't Mule on "Simple Man"
- Endless Highway: The Music of the Band, 2007 – with Gov't Mule on "The Shape I'm In" and the Allman Brothers Band on “The Night They Drove Old Dixie Down”
- Occupy This Album, 2012 – "River's Gonna Rise"
- Tommy Bolin and Friends: Great Gypsy Soul, 2012